# Nguyễn Tuyên Cần
Nguyễn Tuyên Cần (chữ Hán: 阮宣勤, 1461-1543), hay Kim Quan, là hữu thị lang bộ Hình thời Lê sơ, đỗ tiến sĩ năm 1487, sau được truy tặng tước Thận Lộc hầu, chức Lễ bộ thượng thư.

## Thân thế
Nguyễn Tuyên Cần là người làng Uông Hạ, huyện Thanh Lâm, phủ Nam Sách (nay thuộc xã Minh Tân, huyện Nam Sách, tỉnh Hải Dương, Việt Nam).

## Sự nghiệp
Ông đỗ Đệ tam giáp đồng tiến sĩ xuất thân khoa Đinh Mùi niên hiệu Hồng Đức năm 1487 khi ông 27 tuổi.
Nguyễn Tuyên Cần làm quan đến chức hữu thị lang bộ Hình, đến năm Hồng Thuận đời vua Lê Tương Dực thì qua đời. Theo Lịch triều hiến chương loại chí thì ông "chết vì nghĩa".

## Truy tặng
Ông được triều đình truy tặng chức thượng thư bộ Lễ, tước Thận Lộc hầu.

## Gia đình
Có tài liệu cho rằng ông có em trai là Nguyễn Đức Khâm (1470-?), đỗ Đệ nhị giáp Tiến sĩ xuất thân khoa thi Nhâm Tuất niên hiệu Cảnh Thống năm thứ 5 (1502) đời Lê Hiến Tông.

## Nhận định
Trong Lịch triều hiến chương loại chí, Phan Huy Chú xếp tên ông vào phần "Bề tôi tiết nghĩa".